# Alberto Costa
Alberto Oliveira Baio  (Santo Tirso, 29 september 2003) – bekend als Alberto Costa –  is een Portugees voetballer die bij voorkeur als rechtsback speelt. Hij tekende in januari 2025 voor Juventus.

## Clubcarrière
Costa kreeg zijn voetbalopleiding bij Vitória SC en debuteerde in april 2024 in de Primeira Liga. In oktober 2024 werd zijn contract verlengd tot 2028. Op 12 december 2024 scoorde hij in de UEFA Conference League tegen FC St. Gallen. Op 15 januari 2025 tekende de Portugees een contract tot 2029 bij Juventus, dat 12,5 miljoen euro betaalde voor de rechtsachter.